# Однофотонна емісійна комп'ютерна томографія

ОФЕКТ-зображення (індикатор кістки, проекція максимальної інтенсивності) миші

Однофото́нна емісі́йна комп'ю́терна томогра́фія — метод радіонуклідної медичної візуалізації та діагностики, принцип якого полягає в отримуванні серії двовимірних сцинтиграм при програмно керованому обертанні одного чи декількох детекторів томографа навколо осі тіла пацієнта. При цьому застосовують радіонукліди, що випромінюють один гамма-квант на один радіоактивний розпад.
Це техніка ядерної медицини томографії з використанням гамма-променів За методикою схоже на звичайне планарне зображення ядерної медицини за допомогою гамма-камери (тобто сцинтиграфія), але здатне надавати правдиву 3D-інформацію. Ця інформація зазвичай представлена у вигляді поперечних зрізів пацієнта, але її можна вільно переформатувати або змінити за потреби.
Ця методика потребує доставки гамма-випромінюючого радіоізотопу (радіонукліда) пацієнту, як правило, шляхом ін’єкції в кровотік. Інколи радіоізотоп являє собою простий розчинний іон, такий як ізотоп галію (III). Однак у більшості випадків маркерний радіоізотоп приєднується до певного ліганду для створення радіоліганду, властивості якого зв’язують його з певними типами тканин. Цей шлюб дозволяє переносити комбінацію ліганду та радіофармацевтичного препарату та зв’язувати її з цікавим місцем в організмі, де концентрацію ліганду спостерігає гамма-камера.
За допомогою ОФЕКТ можливо досліджувати зміни в певній ділянці тіла, він може виявляти навіть незначні порушення і дає змогу діагностувати патологічні зміни на ранніх стадіях захворювання.

## Принцип роботи

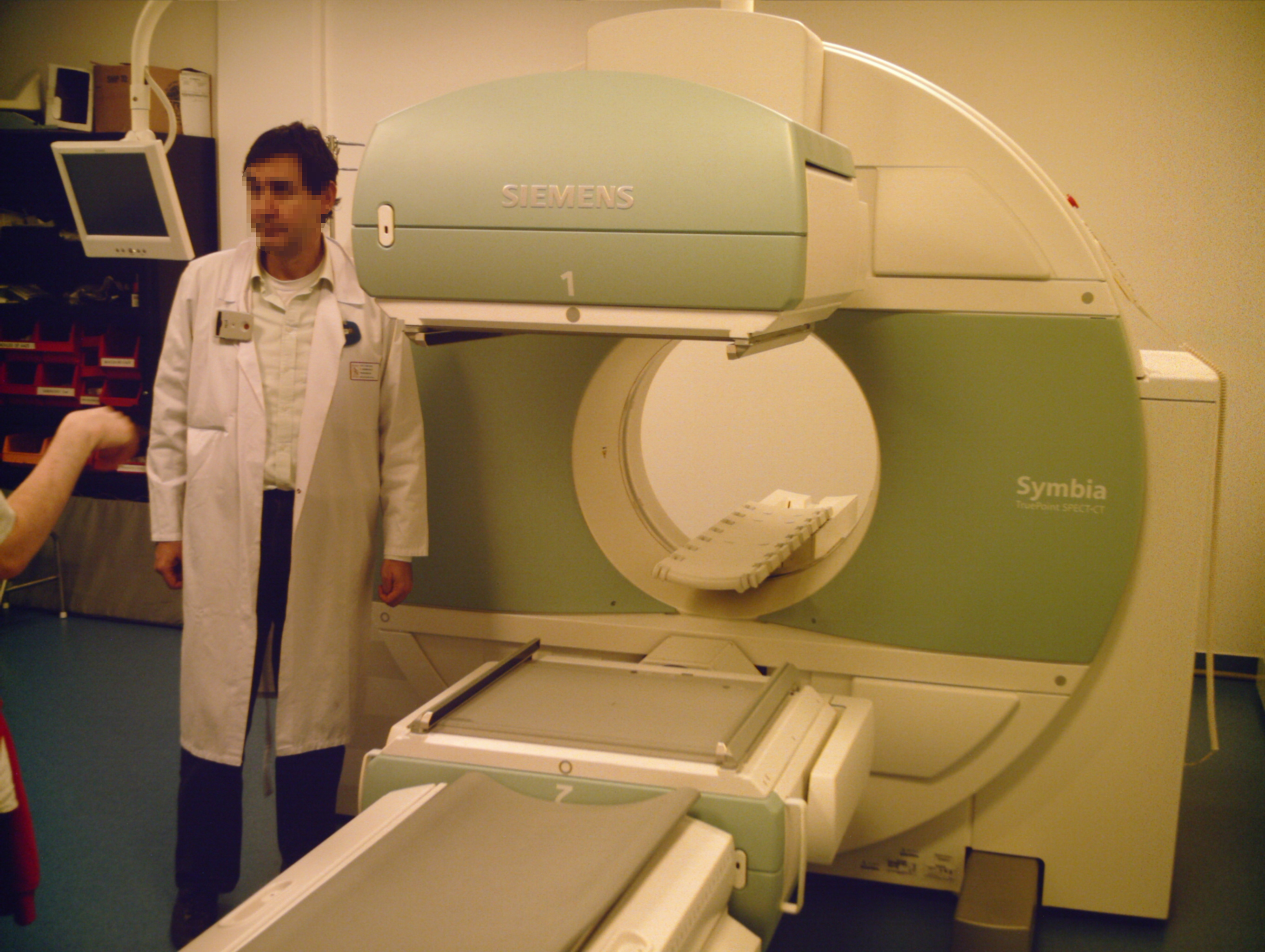
ОФЕКТ-сканер марки Siemens, що складається з двох гамма-камер.

Замість того, щоб просто «фотографувати анатомічні структури», сканування SPECT відстежує рівень біологічної активності в кожному місці аналізованої 3-D області. Випромінювання радіонуклідів вказує на кількість кровотоку в капілярах зображених областей. Подібно до того, як звичайний рентгенівський знімок є 2-вимірним зображенням 3-вимірної структури, зображення, отримане гамма-камерою, є 2-D видом 3-D розподілу радіонукліда.
Зображення SPECT виконується за допомогою гамма-камери для отримання кількох 2-D зображень (також званих проекціями) під різними кутами. Потім комп’ютер використовується для застосування алгоритму томографічної реконструкції до кількох проекцій, що дає набір 3-D даних. Потім цим набором даних можна маніпулювати, щоб показати тонкі зрізи вздовж будь-якої вибраної осі тіла, подібні до тих, що отримані за допомогою інших томографічних методів, таких як магнітно-резонансна томографія (МРТ), рентгенівська комп’ютерна томографія (рентгенівська КТ) і позитронно-емісійна томографія (ПЕТ).
ОФЕКТ подібний до ПЕТ за використанням радіоактивного індикаторного матеріалу та виявлення гамма-променів. На відміну від PET, індикатори, що використовуються в SPECT, випромінюють гамма-випромінювання, яке вимірюється безпосередньо, тоді як індикатори PET випромінюють позитрони, які анігілюють разом з електронами на відстані до кількох міліметрів, викликаючи випромінювання двох гамма-фотонів у протилежних напрямках. ПЕТ-сканер виявляє ці випромінювання «збігаються» в часі, що забезпечує більше інформації про локалізацію радіаційної події та, таким чином, зображення з вищою просторовою роздільною здатністю, ніж ОФЕКТ (який має приблизно 1 роздільна здатність см). ОФЕКТ-сканування значно дешевше, ніж ПЕТ-сканування, частково тому, що вони можуть використовувати довгоживучі та легше отримані радіоізотопи, ніж ПЕТ.
Оскільки отримання зображення SPECT дуже схоже на зображення планарної гамма-камери, можна використовувати ті самі радіофармацевтичні препарати. Якщо пацієнта обстежують за допомогою іншого типу сканування ядерної медицини, але зображення є недіагностичними, можна перейти безпосередньо до ОФЕКТ, перемістивши пацієнта до приладу ОФЕКТ або навіть просто переналаштувавши камеру для отримання зображення ОФЕКТ. при цьому пацієнт залишається на столі.
Для отримання зображень ОФЕКТ гамма-камера обертається навколо пацієнта. Проекції отримують у визначених точках під час обертання, як правило, кожні 3–6 градусів. У більшості випадків для отримання оптимальної реконструкції використовується повний поворот на 360 градусів. Час, необхідний для отримання кожної проекції, також змінний, але типовим є 15–20 секунд. Це дає загальний час сканування 15–20 хвилин.
Багатоголові гамма-камери можуть прискорити отримання даних. Наприклад, двосторонню камеру можна використовувати з головками, розташованими на 180 градусів одна від одної, що дозволяє одночасно отримувати дві проекції, при цьому кожну головку потрібно повернути на 180 градусів. Також використовуються потрійні камери з кутом огляду 120 градусів.
Зйомка серцевих даних можлива за допомогою ОФЕКТ, так само як і за допомогою планарних методів візуалізації, таких як сканування з багаторазовим скануванням (MUGA). Ініціювана електрокардіограмою (ЕКГ) для отримання диференційованої інформації про серце в різних частинах його циклу, закрита міокардіальна ОФЕКТ може бути використана для отримання кількісної інформації про міокардіальну перфузію, товщину та скорочувальну здатність міокарда протягом різних частин серцевого циклу та також для розрахунку фракції викиду лівого шлуночка, ударного об’єму та серцевого викиду.

## Застосування

Коліматор, який використовується для колімації гамма-променів (червоні стрілки) в гамма-камері

Цей метод здебільшого використовують у кардіології, неврології, та онкології.
ОФЕКТ можна використовувати як доповнення до будь-якого гамма-дослідження, де справжнє 3D-зображення може бути корисним, наприклад, зображення пухлини, інфекції ( лейкоцитів ), зображення щитовидної залози або сцинтиграфії кісток.
Оскільки SPECT дозволяє точно локалізувати в 3D-просторі, його можна використовувати для надання інформації про локалізовану функцію внутрішніх органів, наприклад функціональне зображення серця або мозку.

### Візуалізація перфузії міокарда
Перфузійна візуалізація міокарда (MPI) — це форма функціональної візуалізації серця, яка використовується для діагностики ішемічної хвороби серця. Основний принцип полягає в тому, що в умовах стресу хворий міокард отримує менше крові, ніж нормальний міокард. MPI є одним із кількох типів кардіологічного стрес-тесту.
Вводять специфічний для серця радіофармацевтичний препарат, наприклад 99mTc-тетрофосмін (Myoview, GE Healthcare), 99mTc-сестамібі (Cardiolite, Bristol-Myers Squibb) або хлорид талію-201. Після цього частота серцевих скорочень підвищується, щоб викликати навантаження на міокард, або вправами на біговій доріжці, або фармакологічно за допомогою аденозину, добутаміну або дипіридамолу (амінофілін можна використовувати для усунення ефектів дипіридамолу).
ОФЕКТ-візуалізація, виконана після стресу, виявляє розподіл радіофармпрепарату, а отже, і відносний кровотік до різних ділянок міокарда. Діагноз ставиться шляхом порівняння зображень стресу з іншим набором зображень, отриманих у стані спокою, які зазвичай отримують до зображень стресу.
Було продемонстровано, що загальна точність MPI становить близько 83 % (чутливість: 85 %; специфічність: 72 %) (в огляді, не виключно для SPECT MPI), і порівнянна (або краща) з іншими не -інвазивні тести на ішемічну хворобу серця.

### Функціональне зображення мозку
Зазвичай гамма-індикатором, який використовується для функціональної візуалізації мозку, є екзаметазим технецію (99mTc). 99mTc є метастабільним ядерним ізомером, який випромінює гамма-промені, які можна виявити гамма-камерою. Приєднання його до екзаметазиму дозволяє йому поглинатися тканиною мозку пропорційно мозковому кровотоку, що, у свою чергу, дозволяє оцінювати церебральний кровотік за допомогою ядерної гамма-камери.
Оскільки кровотік у мозку тісно пов’язаний із місцевим метаболізмом мозку та використанням енергії, індикатор 99mTc-екзаметазим (а також подібний індикатор 99mTc-EC) використовується для регіональної оцінки метаболізму мозку, щоб діагностувати та диференціювати різні причинні патології деменції. Мета-аналіз багатьох повідомлених досліджень показує, що ОФЕКТ із цим індикатором має приблизно 74 % чутливості при діагностиці хвороби Альцгеймера проти 81 % чутливості для клінічного обстеження (когнітивне тестування тощо). Останні дослідження показали, що точність ОФЕКТ у діагностиці хвороби Альцгеймера може досягати 88 %. У мета-аналізі SPECT перевершував клінічне обстеження та клінічні критерії (91 % проти 70 %) у здатності диференціювати хворобу Альцгеймера від судинної деменції. Ця остання здатність пов’язана із зображенням локального метаболізму мозку за допомогою ОФЕКТ, у якому часткова втрата кортикального метаболізму, що спостерігається під час кількох інсультів, чітко відрізняється від більш рівномірної або «плавної» втрати непотиличної функції кори головного мозку, типової для хвороби Альцгеймера. Інша недавня оглядова стаття показала, що багатоголові камери ОФЕКТ з кількісним аналізом забезпечують загальну чутливість 84–89 % і загальну специфічність 83–89 % у поперечних дослідженнях, чутливість 82–96% і специфічність 83–89 % для лонгітюдних досліджень деменції.
99mTc-екзаметазим SPECT-сканування конкурує з флюдеоксиглюкозним (FDG) ПЕТ-скануванням мозку, яке працює для оцінки регіонального метаболізму глюкози в мозку, щоб надати дуже схожу інформацію про локальне пошкодження мозку внаслідок багатьох процесів. ОФЕКТ є більш доступним, тому що радіоізотоп, який використовується, є більш тривалим і набагато дешевшим у ОФЕКТ, а обладнання для гамма-сканування також є менш дорогим. У той час як 99mTc витягується з відносно простих генераторів технецію-99m, які щотижня доставляються до лікарень і центрів сканування для постачання свіжого радіоізотопу, FDG PET покладається на FDG, який виготовляється в дорогому медичному циклотроні та «гарячій лабораторії» (автоматизована хімія) лабораторії для виробництва радіофармацевтичних препаратів), а потім негайно доставляти до місць сканування через природний короткий 110-хвилинний період напіврозпаду фтору-18.

### Застосування в ядерній техніці
У секторі ядерної енергетики метод SPECT можна застосовувати для зображення розподілу радіоізотопів в опроміненому ядерному паливі. Внаслідок опромінення ядерного палива (наприклад, урану) нейтронами в ядерному реакторі в паливі природним чином утворюється широкий спектр гамма-випромінюючих радіонуклідів, таких як продукти поділу (цезій-137, барій-140 і європій-154). і продукти активації (хром-51 і кобальт-58). Вони можуть бути зображені за допомогою SPECT, щоб перевірити наявність тепловиділяючих стрижнів у збереженій паливній збірці для цілей гарантій МАГАТЕ, щоб перевірити прогнози кодів моделювання активної зони або вивчити поведінку ядерного палива в нормальних умовах експлуатації, або в сценаріях аварії.

## Реконструкція зображень

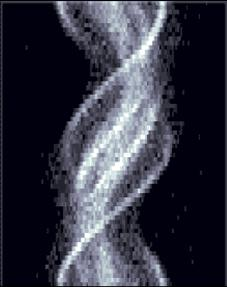
ОФЕКТ синограма

Реконструйовані зображення зазвичай мають роздільну здатність 64×64 або 128×128 пікселів із розміром пікселів від 3 до 6 пікселів/мм. Кількість отриманих проекцій вибирається приблизно рівною ширині отриманих зображень. Загалом отримані реконструйовані зображення матимуть нижчу роздільну здатність, підвищений рівень шуму порівняно з плоскими зображеннями та чутливі до артефактів.
Сканування займає багато часу, і важливо, щоб пацієнт не рухався під час сканування. Рух може спричинити значне погіршення реконструйованих зображень, хоча методи реконструкції компенсації руху можуть допомогти в цьому. Дуже нерівномірний розподіл радіофармпрепаратів також може спричинити артефакти. Область дуже інтенсивної активності (наприклад, сечовий міхур) може спричинити великі смуги на зображеннях і затемнювати сусідні зони активності. Це обмеження алгоритму реконструкції відфільтрованої зворотної проекції. Ітераційна реконструкція є альтернативним алгоритмом, який стає все більш важливим, оскільки він менш чутливий до артефактів, а також може коригувати затухання та розмиття, залежне від глибини. Крім того, ітераційні алгоритми можна зробити більш ефективними за допомогою методології Superiorization.
Ослаблення гамма-променів у тілі пацієнта може призвести до значної недооцінки активності в глибоких тканинах порівняно з поверхневими тканинами. Приблизна корекція можлива на основі відносного розташування активності, а оптимальна корекція отримується за допомогою виміряних значень затухання. Сучасне обладнання ОФЕКТ доступне з вбудованим рентгенівським комп’ютерним томографом. Оскільки рентгенівські КТ-зображення є картою ослаблення тканин, ці дані можна включити в реконструкцію SPECT, щоб виправити ослаблення. Він також забезпечує точно зареєстроване КТ-зображення, яке може надати додаткову анатомічну інформацію.
Розсіювання гамма-променів, а також випадкова природа гамма-променів також можуть призвести до погіршення якості зображень SPECT і спричинити втрату роздільної здатності. Корекція розсіювання та відновлення роздільної здатності також застосовуються для покращення роздільної здатності зображень SPECT.

## Типові протоколи отримання SPECT
| Вивчення                                              | Радіоізотоп              | Енергія випромінювання (кеВ) | Період напіврозпаду | радіофармацевтичний засіб | Активність ( МБк ) | Обертання (градуси) | Проекції | Роздільна здатність зображення | Час на проекцію (с) |
| ----------------------------------------------------- | ------------------------ | ---------------------------- | ------------------- | ------------------------- | ------------------ | ------------------- | -------- | ------------------------------ | ------------------- |
| Сканування кісток                                     | технецій-99м             | 140                          | 6 годин             | Фосфонати / Бісфосфонати  | 800                | 360                 | 120      | 128×128                        | 30                  |
| Сканування перфузії міокарда                          | технецій-99м             | 140                          | 6 годин             | тетрофосмін; Сестамібі    | 700                | 180                 | 60       | 64×64                          | 25                  |
| Сканування паращитовидної залози сестамібі            | технецій-99м             | 140                          | 6 годин             | Сестамібі                 |                    |                     |          |                                |                     |
| Сканування мозку                                      | технецій-99м             | 140                          | 6 годин             | Tc exametazime; ECD       | 555-1110           | 360                 | 64       | 128×128                        | 30                  |
| Сканування нейроендокринної або неврологічної пухлини | йод-123 або йод-131      | 159                          | 13 годин або 8 днів | MIBG                      | 400                | 360                 | 60       | 64×64                          | 30                  |
| Сканування лейкоцитів                                 | індій-111 і технецій-99m | 171 і 245                    | 67 годин            | in vitro мічені лейкоцити | 18                 | 360                 | 60       | 64×64                          | 30                  |

## ОФЕКТ/КТ
У деяких випадках гамма-сканер ОФЕКТ може бути створений для роботи зі звичайним сканером КТ із спільною реєстрацією зображень. Як і ПЕТ/КТ, це дозволяє визначити місце розташування пухлин або тканин, які можна побачити на сцинтиграфії ОФЕКТ, але їх важко точно визначити відносно інших анатомічних структур. Такі скани найбільш корисні для тканин за межами мозку, де розташування тканин може бути набагато різноманітнішим. Наприклад, ОФЕКТ/КТ можна використовувати в програмах сканування паращитовидної залози за допомогою сестамібі, де ця техніка корисна для виявлення ектопічної аденоми паращитовидної залози, яка може бути не у своєму звичайному місці в щитовидній залозі.

## Контроль якості
Загальну продуктивність систем ОФЕКТ можна визначити за допомогою інструментів контролю якості, таких як фантом Ящака.

## Див.також
- Радіологія
- Нейровізуалізація
- Медична візуалізація